# Welterbe in Indien

Zum Welterbe in Indien gehören (Stand 2025) 44 UNESCO-Welterbestätten, darunter 36 Stätten des Weltkulturerbes, sieben Stätten des Weltnaturerbes und eine gemischte Kultur- und Naturerbestätte. Indien hat die Welterbekonvention 1977 ratifiziert, die ersten vier Welterbestätten wurden 1983 in die Welterbeliste aufgenommen. Die bislang letzte Welterbestätte wurde 2025 eingetragen.

## Welterbestätten
Die folgende Tabelle listet die UNESCO-Welterbestätten in Indien in chronologischer Reihenfolge nach dem Jahr ihrer Aufnahme in die Welterbeliste (K – Kulturerbe, N – Naturerbe, K/N – gemischt, (G) – auf der Liste des gefährdeten Welterbes).
| Bild                                           | Bezeichnung                                                                                | Jahr             | Typ | Ref. | Beschreibung |
| ---------------------------------------------- | ------------------------------------------------------------------------------------------ | ---------------- | --- | ---- | --- |
| (weitere Bilder)                               | Ajanta-Höhlen (Lage)                                                                       | 1983             | K   | 242  | Die Ajanta-Höhlen liegen in der Nähe der Stadt Ajanta im Nordosten des indischen Bundesstaates Maharashtra, rund 100 Kilometer nördlich der Stadt Aurangabad. In einem steil durch den Fluss Waghora in den Fels eingeschnittenen, U-förmigen Tal findet man zahlreiche in den Fels getriebene, große Höhlentempel. Die meisten Höhlen wurden während der Vakataka-Dynastie im 5. Jahrhundert gebaut. |
| (weitere Bilder)                               | Ellora-Höhlen (Lage)                                                                       | 1983             | K   | 243  | Komplex aus 34 Höhlentempeln im indischen Bundesstaat Maharashtra. Die Gesamtanlage wurde zwischen dem 5. und 11. Jahrhundert als Teil der Dekkan-Architektur aus einer über zwei Kilometer langen von Südost nach Nordwest verlaufenden basaltischen Felswand herausgeschlagen. Die Bauwerke werden in eine buddhistische (ca. 400–800), eine hinduistische (ca. 600–900) und eine jainistische Gruppe (ca. 800–1100) eingeteilt. |
| (weitere Bilder)                               | Fort von Agra (Lage)                                                                       | 1983             | K   | 251  | Das Rote Fort in Agra ist eine Festungs- und Palastanlage aus der Epoche der Mogulkaiser und diente im 16. und 17. Jahrhundert mit Unterbrechungen als Residenz der Moguln. Der Baustil vereint in harmonischer Weise Elemente islamischer und hinduistischer Baukunst. |
| (weitere Bilder)                               | Taj Mahal (Lage)                                                                           | 1983             | K   | 252  | Der Taj Mahal ist ein 58 Meter hohes und 56 Meter breites Mausoleum, das in Agra im indischen Bundesstaat Uttar Pradesh auf einer 100 × 100 Meter großen Marmorplattform errichtet wurde. Großmogul Shah Jahan ließ ihn zum Gedenken an seine im Jahre 1631 verstorbene Hauptfrau Mumtaz Mahal (Arjumand Bano Begum) erbauen. Gilt es wegen der Harmonie seiner Proportionen als eines der schönsten und bedeutendsten Beispiele des Mogulstils. |
| (weitere Bilder)                               | Sonnentempel, Konarak (Lage)                                                               | 1984             | K   | 246  | Die Tempelanlage wurde Mitte des 13. Jahrhunderts unter König Narasimha Deva (1238–1264) gebaut und bereits kurze Zeit später oder sogar noch während des Aufbaus aufgegeben. An der hohen Sockelzone des Tempels befinden sich 24 große, aus dem Stein gemeißelte Wagenräder, Reste der Zugpferde und eine enorme Vielzahl von detailreichen kleineren Darstellungen. Viele davon stellen Menschen bei sexuellen Handlungen dar. |
| (weitere Bilder)                               | Monumentensemble in Mahabalipuram (Lage)                                                   | 1985             | K   | 249  | Der Küstentempel befindet sich direkt am Strand von Mamallapuram (Mahabalipuram); Ende des 8. Jahrhunderts unter dem Pallava-König Rajasimha Narasimhavarman II. erbaut, gehört er zu den ältesten Steintempeln in Südindien. Bei den Pancha Ratha („fünf Rathas“) handelt es sich um eine Gruppe von fünf monolithischen Tempeln rund anderthalb Kilometer südlich des Ortszentrums gelegen. Die Herabkunft der Ganga ist ein im 7. Jahrhundert entstandenes Flachrelief; Mit 12 Metern Höhe und 33 Metern Breite ist es eines der größten der Welt.                                         |
| (weitere Bilder)                               | Nationalpark Kaziranga (Lage)                                                              | 1985             | N   | 337  | Nationalpark im Bundesstaat Assam in der bergigen Landschaft des Distrikts Karbi Anglong im Nordosten Indiens. Der Nationalpark stellt das wichtigste Schutzgebiet für das Panzernashorn dar und beherbergt über 70 % des weltweiten Gesamtbestands. Zudem ist Kaziranga eines der wichtigsten Schutzgebiete für wilde Wasserbüffel, asiatische Elefanten, Bengaltiger und Barasinghahirsche. |
| (weitere Bilder)                               | Wildschutzgebiet Manas (Lage)                                                              | 1985             | N   | 338  | Nationalpark im indischen Bundesstaat Assam am Fuße des Himalaya; grenzt an den Royal-Manas-Nationalpark in Bhutan. Der Park ist besonders für seine zahlreichen bedrohten Säugetiere, wie asiatische Elefanten, Königstiger, wilde Wasserbüffel, Barasinghahirsche, Goldlanguren und Zwergwildschweine bekannt. |
| (weitere Bilder)                               | Nationalpark Keoladeo (Lage)                                                               | 1985             | N   | 340  | Nationalpark im indischen Bundesstaat Rajasthan, auch Bharatpur Bird Sanctuary oder Keoladeo Ghana Bird Sanctuary genannt. In der Sumpflandschaft überwintern viele Wasservögel aus Afghanistan, Turkmenistan, China und Sibirien. Über 364 Vogelarten einschließlich des seltenen Nonnenkranichs wurden beobachtet. |
| (weitere Bilder)                               | Kirchen und Klöster von Goa (Lage)                                                         | 1986             | K   | 234  | Insgesamt 60 Kirchen in Velha Goa, errichtet als Goa die Hauptstadt der portugiesischen Kolonie Portugiesisch-Indien war. |
| Vishvanatha-Tempel (weitere Bilder)            | Monumentensemble von Khajuraho (Lage)                                                      | 1986             | K   | 240  | Eine Gruppe von etwa 20 Tempeln im Zentrum und in der näheren Umgebung der Stadt Khajuraho im indischen Bundesstaat Madhya Pradesh, von den Herrschern der Chandella-Dynastie zwischen 950 und 1120 erbaut. Die Mehrzahl der Tempel ist den hinduistischen Hauptgöttern geweiht, einige den Jaina-Tirthankaras. |
| (weitere Bilder)                               | Monumentensemble von Hampi (Lage)                                                          | 1986             | K   | 241  | Die aufwändigsten und am besten erhaltenen Tempel im Vijayanagara-Stil stammen aus dem 14.–16. Jahrhundert. Der Höhepunkt dieses Stils ist beim Vitthala-Tempel aus der Mitte des 15. Jahrhunderts erreicht. Er steht im Norden in Flussnähe, drei hohe Gopurams (Tortürme) begrenzen ein Areal von 164 × 94 Meter. |
| Buland Darwaza (weitere Bilder)                | Fatehpur Sikri (Lage)                                                                      | 1986             | K   | 255  | Frühere Hauptstadt des Mogulreiches unter Großmogul Akbar I. (1542–1605), zwischen 1569 und 1574 erbaut. 1571 zog Akbar mit seinem Hofstaat hierher, bereits 1585 verlegte er den Hof aber nach Lahore. |
| (weitere Bilder)                               | Monumentensemble in Pattadakal (Lage)                                                      | 1987             | K   | 239  | Tempelgebäude der Chalukya-Dynastie aus dem 7. und 8. Jahrhundert, die zu den bedeutendsten der frühen indischen Steintempel gehören. Nord- und südindischer Baustil findet sich innerhalb der zehn Tempel dieser Gruppe nebeneinander. |
| (weitere Bilder)                               | Höhlen von Elephanta (Lage)                                                                | 1987             | K   | 244  | Auf der felsigen und immer noch dicht bewaldeten Insel Elephanta befinden sich insgesamt sechs Höhlen, die hauptsächlich der Verehrung Shivas dienten. Zwei davon liegen am Hang des nordwestlichen der beiden Hügel. In der Mitte der Insel, am Osthang des westlichen Hügels, befinden sich vier weitere Höhlentempel, unter ihnen die Haupthöhle. |
| (weitere Bilder)                               | Große Tempel der Chola-Dynastie (Lage)                                                     | 1987             | K   | 250  | Drei Hindu-Tempel aus der Zeit der Chola-Dynastie (9. bis 13. Jahrhundert) im südindischen Bundesstaat Tamil Nadu. 1987 wurde der Brihadisvara-Tempel in Thanjavur in das Welterbe aufgenommen. 2004 wurde die Welterbestätte erweitert um den Brihadishvara-Tempel in Gangaikonda Cholapuram und den Airavatesvara-Tempel in Darasuram |
| (weitere Bilder)                               | Nationalpark Sundarbans (Lage)                                                             | 1987             | N   | 452  | Die größten Mangrovenwälder der Erde. Das artenreiche Ökosystem ist weit verzweigt und schwer zugänglich, insbesondere weil die Deltagebiete von Ganges, Brahmaputra und Meghna hier ineinander übergehen. Der vom Aussterben bedrohte Bengaltiger und der endemische Sundari-Baum sind hier beheimatet. |
| (weitere Bilder)                               | Nationalparks Nanda Devi und „Tal der Blumen“ (Lage)                                       | 1988, 2005       | N   | 335  | Die Welterbestätte umfasste ursprünglich nur den Nanda-Devi-Nationalpark in Uttarakhand und wurde 2005 um den angrenzenden Valley-of-Flowers-Nationalpark erweitert. |
| (weitere Bilder)                               | Buddhistische Monumente bei Sanchi (Lage)                                                  | 1989             | K   | 524  | Die acht ältesten Stupas in und bei Sanchi (der alte Name des Ortes lautet 'Kakanaya' oder 'Kakanadabota') sowie eine seiner berühmten Säulen wurden während der Regentschaft König Ashokas aus der Maurya-Dynastie (reg. ca. 268–232 v. Chr.) errichtet. Weitere Stupas und andere religiöse Bauwerke (Tempel, Klöster) wurden – meist im Rahmen von Stiftungen – bis zum 12. Jahrhundert hinzugefügt. Bekannt ist Sanchi vor allem wegen der zum Teil aus dem 3. Jahrhundert v. Chr. stammenden buddhistischen Stupas, die zu den ältesten noch existierenden Bauwerken dieser Art gehören. |
| (weitere Bilder)                               | Humayuns Grabmal, Delhi (Lage)                                                             | 1993             | K   | 232  | Das Humayun-Mausoleum in Delhi ist die Grabstätte von Humayun (1508–1556), dem zweiten Herrscher des Großmogulreiches von Indien. Gehört aufgrund seiner Größe und seiner eleganten Architektur im persischen Stil zu den prächtigsten historischen Bauwerken auf dem ganzen Subkontinent. Seine imposante Architektur weist voraus auf das Akbar-Mausoleum in Sikandra und auf das Taj Mahal in Agra. |
| (weitere Bilder)                               | Kutub Minar mit seinen Bauten, Delhi (Lage)                                                | 1993             | K   | 233  | Der Qutb-Komplex ist ein Gelände in Mehrauli im Süden der indischen Hauptstadt Delhi, auf dem die Ruinen der ersten – nach der muslimischen Eroberung der Stadt erbauten – Moschee Delhis stehen (um 1200). Das Qutb Minar ist ein Sieges- und Wachturm sowie ein Minarett innerhalb des Komplexes von mehreren Bauten aus der Frühzeit des Sultanats von Delhi. Es gilt als frühes Meisterwerk der indo-islamischen Architektur und zählt immer noch zu den höchsten Turmbauten der islamischen Welt.                                                                                        |
| Darjeelingbahn (weitere Bilder)                | Gebirgseisenbahnen Indiens (Lage)                                                          | 1999, 2005, 2008 | K   | 944  | Drei Gebirgsbahnen in Indien. Alle drei Eisenbahnen sind Schmalspurstrecken, die gegen Ende des 19. Jahrhunderts während der britischen Kolonialzeit angelegt wurden, um die zuvor nur mühsam zu erreichenden Bergorte zu erschließen. Die Welterbestätte umfasste ursprünglich nur die Darjeeling Himalayan Railway, 2005 kam die Nilgiri Mountain Railway hinzu, 2008 die Kalka-Shimla Railway |
| (weitere Bilder)                               | Mahabodhi-Tempelkomplex von Bodh Gaya (Lage)                                               | 2002             | K   | 1056 | Buddhistischer Tempel in Bodhgaya im nordöstlichen indischen Bundesstaat Bihar, der ursprünglich im 2. Jahrhundert errichtet wurde. An der Westseite des Tempels befindet sich die Pappelfeige, unter der Siddhartha Gautama, der historische Buddha, der Überlieferung nach das Erwachen (Bodhi) erlangte. |
| (weitere Bilder)                               | Nischenhöhlen von Bhimbetka (Lage)                                                         | 2003             | K   | 925  | Archäologischer Fundplatz im indischen Bundesstaat Madhya Pradesh. Dort finden sich steinzeitliche Malereien in Felsunterständen, die bis zu 9000 Jahre alt sind. Bhimbetka ist eine der ältesten Fundstellen von Petroglyphen in Indien. |
| (weitere Bilder)                               | Archäologischer Park Champaner-Pavagadh (Lage)                                             | 2004             | K   | 1101 | Größtenteils noch nicht ausgegrabene frühe hinduistische Stadt. Sie umfasst neben Resten der früheren Hauptstadt von Gujarat aus dem 16. Jahrhundert eine Hügelfestung einer frühen Hindu-Hauptstadt sowie Befestigungen, religiöse Gebäude, Paläste und Wohngebäude aus dem 8. bis 14. Jahrhundert. |
| (weitere Bilder)                               | Chhatrapati Shivaji Bahnhof (ehemals Victoria Terminus) (Lage)                             | 2004             | K   | 945  | Bahnhof der Indian Railways im Süden Mumbais. Er zählt zu den größten und geschäftigsten Bahnhöfen der Welt. Das Bahnhofsgebäude ist eine Symbiose britischer Architektur und Baukunst sowie indischer Strukturelemente und Handwerkskunst und in seiner Art architektonisch einzigartig. 1888 fertiggestellt war, galt es als das größte und wichtigste Gebäude Britisch-Indiens. |
| (weitere Bilder)                               | Festungsanlagen Rotes Fort (Lage)                                                          | 2007             | K   | 231  | Festungs- und Palastanlage in Delhi aus der Epoche des Mogulreiches. Sie wurde zwischen 1639 und 1648 für den Mogulkaiser Shah Jahan erbaut. |
| (weitere Bilder)                               | Jantar Mantar, Jaipur (Lage)                                                               | 2010             | K   | 1338 | Die größte der fünf historischen astronomischen Sternwarten, die Maharaja Jai Singh II. errichten ließ; wurde nach dem Vorbild des Observatoriums in Delhi in der neuen Hauptstadt Jaipur von 1727 bis 1733 erbaut. Es beherbergt 14 nach astronomischen Gesichtspunkten entworfene Bauwerke. Diese dienen unter anderem der Messung der Zeit, der Voraussage von Eklipsen, der Beobachtung der Planetenbahnen, der Bestimmung von astronomischer Höhe und Deklination und der Erstellung von Ephemeriden.                                                                                    |
| (weitere Bilder)                               | Westghats (Lage)                                                                           | 2012             | N   | 1342 | 39 Schutzgebiete in den Westghats, einem Gebirge, das am Rande des Dekkan-Plateaus verläuft und dieses von dem schmalen Streifen der Küstenebene und dem Arabischen Meer trennt. Die Westghats sind einer der weltweit bedeutenden Biodiversitäts-Hotspots. |
| Kumbhalgarh (weitere Bilder)                   | Bergfestungen von Rajasthan (Lage)                                                         | 2013             | K   | 247  | Die sechs Festungen Chittorgarh, Kumbhalgarh, Ranthambhor, Gagron, Amber und Jaisalmer |
| (weitere Bilder)                               | Großer Himalaya-Nationalpark und Naturschutzgebiet (Lage)                                  | 2014             | N   | 1406 | Die geschützte Fläche umfasst tropische bis alpine Klimate und beinhaltet auch tibetische Steppenregionen. Insgesamt wurden bisher 31 Säugetier- und 181 Vogelarten im Park nachgewiesen. |
| (weitere Bilder)                               | Rani Ki Vav (Stufenbrunnen der Königin) in Patan, Gujarat (Lage)                           | 2014             | K   | 922  | Der Rani Ki vav in Patan ist der prächtigste aller Stufenbrunnen in Gujarat. Er ist mit Figuren und abstrakt-vegetabilischen Reliefs verziert und wurde gebaut, um während der Monsunzeit das reichlich anfallende Regenwasser aufzufangen, aber auch, um an das Grundwasser zu gelangen. |
| (weitere Bilder)                               | Archäologische Stätte von Nalanda Mahavihara in Nalanda, Bihar (Lage)                      | 2016             | K   | 1502 | Ruinenstadt mit einer im 5. Jahrhundert gegründeten buddhistischen Universität |
| (weitere Bilder)                               | Nationalpark Kangchendzönga (Lage)                                                         | 2016             | K/N | 1513 | 1.784 km² großes Schutzgebiet an der Grenze zu Nepal. |
| Kapitol-Komplex in Chandigarh (weitere Bilder) | Das architektonische Werk von Le Corbusier - ein herausragender Beitrag zur Moderne (Lage) | 2016             | K   | 1321 | Die Welterbestätte umfasst 17 Bauten des Architekten Le Corbusier. Die Gebäude zeigen die Lösungen, welche die Moderne im 20. Jahrhundert für die Herausforderungen des Erfindens neuer architektonischen Techniken bereithielt, um auf die Bedürfnisse der Gesellschaft In Indien zählt der Kapitol-Komplex in Chandigarh zu der Welterbestätte, die übrigen Bauten liegen in Frankreich, Argentinien, Belgien, Deutschland, Japan und der Schweiz. |
| (weitere Bilder)                               | Historische Stadt von Ahmedabad (Lage)                                                     | 2017             | K   | 1551 | |
| (weitere Bilder)                               | Viktorianisch-gotische und Art-déco-Ensembles in Mumbai (Lage)                             | 2018             | K   | 1480 | Umfasst ein neugotisches Gebäudeensemble im Viktorianischen Stil im Fort-Viertel von Mumbai und westlich davon an der Back Bay liegende Gebäude im Art-Déco-Stil. Die Bauwerke illustrieren diese Architekturstile wie auch Bombays Umwandlung von einem britischen Handelsposten mit Fort zur ersten Stadt Indiens. |
| (weitere Bilder)                               | Jaipur, Rajasthan (Lage)                                                                   | 2019             | K   | 1605 | Jaipur wurde ab 1727 geplant unter Jai Singh II. angelegt. Der Plan, nachdem Jaipur als Gitternetz angelegt wurde, zeigt Einflüsse antiker Hindu- und Mogulkultur wie auch westliche Impulse. Die Fassaden an den Hauptplätzen und -straßen sind einheitlich gestaltet, viele Märkte und Geschäfte sind harmonisch hinter Kolonnaden vorhanden. Bemerkenswert ist außerdem das bis heute lebendige Kunsthandwerk von Jaipur. |
| (weitere Bilder)                               | Tempel von Kakatiya Rudreshwara (Ramappa), Telangana (Lage)                                | 2021             | K   | 1570 | |
| (weitere Bilder)                               | Dholavira: Eine Stadt der Harappan-Kultur (Lage)                                           | 2021             | K   | 1645 | archäologische Stätte der Harappa-Kultur im Westen von Gujarat. |
| Santiniketan                                   | Santiniketan                                                                               | 2023             | K   | 1375 | Standort der Visva-Bharati-Universität, die beruhend auf Traditionen aus der gesamten Region federführend bei der Entwicklung einer panasiatischen Moderne war. Erfüllte Kriterien für Weltkulturerbe: iv., vi. |
| Heilige Ensembles der Hoysalas                 | Heilige Ensembles der Hoysalas                                                             | 2023             | K   | 1670 | Ensembles heiliger Stätten der Hoysala-Dynastie in Belur, der ersten Hauptstadt der Hoysala, und Halebid, das unter dem Namen Dorasamudra vom 12. bis ins 14. Jahrhundert Hauptstadt des Hoysala-Reiches war. Der Hoysala-Stil zeichnet sich unter anderem durch seine sehr realistische Bauskulptur aus. Erfüllte Kriterien für Weltkulturerbe: i., ii., iv. |
| (weitere Bilder)                               | Maidams – Grabhügelsystem der Ahom-Dynastie (Lage)                                         | 2024             | K   | 1711 | Maidams sind Hügelgräber der Ahom-Dynastie, die 1228 bis 1826 in Assam regierte. Erfüllte Kriterien für Weltkulturerbe: iii., iv. |
| Militärlandschaften von Maratha                | Militärlandschaften von Maratha                                                            | 2025             | K   | 1739 | 12 Forts sind Teil des Welterbes. Der Vorschlag enthielt ursprümnglich 14 Forts u. a. Kasa Fort, auch bekannt als Padmadurg Fort. Erfüllte Kriterien für Weltkulturerbe: iv., vi. |

## Tentativliste
In der Tentativliste sind die Stätten eingetragen, die für eine Nominierung zur Aufnahme in die Welterbeliste vorgesehen sind.

### Aktuelle Welterbekandidaten
Mit Stand 2025 sind 62 Stätten in der Tentativliste von Indien eingetragen, die letzten Eintragungen erfolgte im Juni 2025.
Die folgende Tabelle listet die Stätten in chronologischer Reihenfolge nach dem Jahr ihrer Aufnahme in die Tentativliste.
| Bild | Bezeichnung | Jahr | Typ | Ref. | Beschreibung |
| --- | --- | ---- | --- | ---- | --- |
| Radha-Madhab-Tempel (weitere Bilder)                                                                                            | Tempel von Bishnupur | 1998 | K   | 1087 | in der Stadt Bishnupur in Westbengalen stehen mehrere Bengalische Tempel aus dem 17. Jahrhundert. |
| (weitere Bilder) | Mattancherry Palace (Lage) | 1998 | K   | 1092 | |
| Gruppe von Denkmälern in Mandu, Madhya Pradesh                                                                                  | Gruppe von Denkmälern in Mandu, Madhya Pradesh                                                                                  | 1998 | K   | 1095 | umfasst 61 Bauwerke in der Stadt Mandu in Madhya Pradesh |
| Antike buddhistische Stätten Sarnath und Varanasi                                                                               | Antike buddhistische Stätten Sarnath und Varanasi                                                                               | 1998 | K   | 1096 | In Sarnath und Varanasi in Uttar Pradesh lehrte Gautama Buddha das Dharma. Stätte ist für 2026 nominiert. |
| (weitere Bilder) | Sri Harimandir Sahib (Lage) | 2004 | K   | 1858 | Der „Goldene Tempel“ in Amritsar im Punjab ist der heiligste Tempel des Sikhismus |
| (weitere Bilder) | Flussinsel Majuli (Lage) | 2004 | N   | 1870 | Majuli ist eine Flussinsel im Fluss Brahmaputra in Assam |
| (weitere Bilder) | Namdapha-Nationalpark (Lage) | 2006 | N   | 2104 | Die größte Schutzlandschaft im Ost-Himalaya in Arunachal Pradesh |
| Dhrangadhra-Wildreservat | Dhrangadhra-Wildreservat | 2006 | N   | 2105 | Das auch Wild Ass Sanctuary („Wildesel-Reservat“) genannte Dhrangadhra-Wildreservat im kleinen Rann von Kachchh ist bekannt für seine Indische Gazellen |
| Neora-Valley-Nationalpark | Neora-Valley-Nationalpark | 2009 | N   | 5447 | |
| Desert-Nationalpark | Desert-Nationalpark | 2009 | N   | 5448 | Beispiel des Ökosystem der Wüste Thar in Rajasthan |
| Stätten der Seidenstraße in Indien                                                                                              | Stätten der Seidenstraße in Indien                                                                                              | 2010 | K   | 5492 | umfasst 12 Stätten an den Teilabschnitten der Seidenstraße, die durch Indien verlaufen. |
| Charminar | Qutb-Shahi-Monumente in Hyderabad                                                                                               | 2010 | K   | 5573 | umfasst Bauwerke aus der Zeit der Qutb-Shahi-Dynastie in der Stadt Hyderabad und ihrer Umgebung: den Torbau Charminar, die Festung Golkonda und die Qutb-Shahi-Gräber. |
| Moghul-Gärten in Kashmir | Moghul-Gärten in Kashmir | 2010 | K   | 5580 | 6 Gärten in Kashmir: Shalimar-Bagh, Chashma Shahi, Pari Mahal, Verinag, Achabal Gärten und Nishat Bagh. |
| | Delhi – eine Stadt des Kulturerbes                                                                                              | 2012 | K   | 5743 | |
| Gol Gumbaz, Bijapur (Vijayapura)                                                                                                | Monumente und Festungen der Dekkan-Sultanate                                                                                    | 2014 | K   | 5887 | Bauwerke und Bauwerkensembles aus der Zeit der Dekkan-Sultanate in Gulbarga (Kalaburagi), der Hauptstadt des Bahmani-Sultanats 1347–1428, in Bidar, der Hauptstadt des Bahmani-Sultanats 1428–1492 und des Sultanats Bidar 1492–1619, in Bijapur (Vijayapura), der Hauptstadt des Sultanats Bijapur 1490–1686, und in Hyderabad, der Hauptstadt des Qutb-Schāhī-Sultanats 1590–1685. Die Qutb-Shahi-Monumente in Hyderabad waren bereits 2010 als getrennter Vorschlag (Ref. #5573) auf die Tentativliste gesetzt worden, Gol Gumbaz stand bereits 1981–1998 auf der Tentativliste. |
| (weitere Bilder) | Cellular Jail, Andamanen-Inseln                                                                                                 | 2014 | K   | 5888 | ab 1893 errichteter Gefängnisbau auf den Andamanen |
| Ikonische Sari-Webcluster Indiens                                                                                               | Ikonische Sari-Webcluster Indiens                                                                                               | 2014 | K   | 5890 | Cluster traditioneller Sari-Webereien in Chanderi, Varanasi, Mubarakpur, Paithan, Yeola, Koyalagudem, Pochampalli und Sualkuchi |
| Kulturlandschaft der Apatani | Kulturlandschaft der Apatani | 2014 | K   | 5893 | Siedlungsgebiet des Stammes der Apatani im Osthimalaya in der Umgebung der Stadt Ziro in Arunachal Pradesh, in dem Nassreisanbau betrieben wird. |
| (weitere Bilder) | Sri-Ranganathaswamy-Tempel, Srirangam (Lage)                                                                                    | 2014 | K   | 5894 | |
| (weitere Bilder) | Monumente der Inselstadt Shrirangapattana (Lage)                                                                                | 2014 | K   | 5895 | |
| (weitere Bilder) | Chilika-See (Lage) | 2014 | N   | 5896 | Der Chilika-See an der Küste Odishas ist eine der größten Brackwasserlagunen weltweit und seit 1981 in die Liste der Ramsar-Gebiete eingetragen. Die Lagune zeichnet sich durch eine charakteristische Biodiversität aus. Insbesondere die Wasservogelwelt ist von überregionaler Bedeutung. |
| (weitere Bilder) | Padmanabhapuram-Palast (Lage)                                                                                                   | 2014 | K   | 5897 | Hölzerner Königspalast in Padmanabhapuram |
| Stätten der Satyagraha, Indiens gewaltfreier Freiheitsbewegung                                                                  | Stätten der Satyagraha, Indiens gewaltfreier Freiheitsbewegung                                                                  | 2014 | K   | 5899 | Satyagraha ist die von Mahatma Gandhi propagierte Grundhaltung der Gewaltlosigkeit im Kampf um die Unabhängigkeit Indiens. Der Vorschlag umfasst 22 Stätten in Gujarat, Maharashtra, Westbengalen, Tamil Nadu, Bihar, Kerala, Uttar Pradesh, Neu-Delhi und Madhya Pradesh. |
| BW | Befestigtes Dorf Thembang (Lage)                                                                                                | 2014 | K   | 5913 | |
| (weitere Bilder) | Insel Narcondam (Lage) | 2014 | N   | 5914 | |
| Lingaraja-Tempel | Ekamra Kshetra – Die Tempelstadt (Lage)                                                                                         | 2014 | K   | 5916 | Ekamra Kshetra ist eine historische Bezeichnung für die Stadt Bhubaneswar, in der es etwa 35 für die Geschichte der hinduistischen Tempelbaukunst Ostindiens bedeutsame Tempel gibt. |
| Keramik aus Burzahom | Neolithische Siedlung Burzahom (Lage)                                                                                           | 2014 | K   | 5917 | |
| (weitere Bilder) | Archäologische Reste der Harappa-Hafenstadt Lothal (Lage)                                                                       | 2014 | K   | 5918 | Lothal war eine Hafenstadt der antiken Harappa-Kultur |
| Kangra Valley Railway | Gebirgseisenbahnen in Indien | 2014 | K   | 5919 | Geplante Erweiterung der bestehenden Welterbestätte (Ref. #944) um Kangra Valley Railway und Matheran Hill Railway |
| Chettinad, Dorfcluster tamilischer Kaufleute                                                                                    | Chettinad, Dorfcluster tamilischer Kaufleute                                                                                    | 2014 | K   | 5920 | umfasst drei Cluster mit insgesamt elf Dörfern in der Region Chettinad in Tamil Nadu. 1. Kanadukathan, Pallathur, Kothamangalam, Kottaiyur 2. Athangudi, Chokalingampudur, Karaikkudi, Kandanur 3. Rayavaram, Arimalam, Kadiapatti-Ramachandrapuram |
| Bahai-Tempel in Neu-Delhi | Bahai-Tempel in Neu-Delhi (Lage)                                                                                                | 2014 | K   | 5921 | |
| Entwicklung der Tempelarchitektur – Aihole-Badami-Pattadakal                                                                    | Entwicklung der Tempelarchitektur – Aihole-Badami-Pattadakal                                                                    | 2015 | K   | 5972 | geplante Erweiterung der bestehenden Welterbestätte von Pattadakal (Ref. #239) um Tempelanlagen in Aihole und Badami |
| Kulturlandschaft der Kalten Wüste Indiens                                                                                       | Kulturlandschaft der Kalten Wüste Indiens (Lage)                                                                                | 2015 | K   | 6055 | Gebirgige Kulturlandschaft mit kaltem und trockenem Klima zwischen den Gebirgszügen des Himalaya und des Karakorum von Ladakh im Norden bis Kinnaur in Himachal Pradesh im Süden Der Vorschlag beinhaltet auch die ehemals getrennt vorgeschlagenen Klöster Alchi und Hemis. |
| Stätten entlang der Grand Trunk Road                                                                                            | Stätten entlang der Grand Trunk Road                                                                                            | 2015 | K   | 6056 | Die serielle Welterbestätte umfasst 93 Einzelstätten entlang der Grand Trunk Road, einer der ältesten und bedeutendsten Verkehrsverbindungen Asiens, die in unterschiedlichen historischen Perioden auch als Uttarapatha, Sadak-e-Azam oder Badshahi Sadak bezeichnet wurde. |
| BW | Keibul-Lamjao-Nationalpark (Lage)                                                                                               | 2016 | K/N | 6086 | Schutzreservat in Manipur zur Erhaltung des vom Aussterben bedrohten Manipur-Leierhirschs aus der Gattung der Leierhirsche. |
| Garo Hills Conservation Area (GHCA)                                                                                             | Garo Hills Conservation Area (GHCA)                                                                                             | 2018 | K/N | 6356 | |
| Historisches Ensemble von Orchha                                                                                                | Historisches Ensemble von Orchha                                                                                                | 2019 | K   | 6404 | Stätte ist für 2028 nominiert. |
| Bhedaghat-Lametaghat im Narmada-Tal                                                                                             | Bhedaghat-Lametaghat im Narmada-Tal                                                                                             | 2021 | N   | 6531 | |
| Hire Benakal, megalithische Stätte                                                                                              | Hire Benakal, megalithische Stätte                                                                                              | 2021 | K   | 6529 | |
| Ikonisches Flussufer der historischen Stadt Varanasi                                                                            | Ikonisches Flussufer der historischen Stadt Varanasi                                                                            | 2021 | K   | 6526 | |
| Satpura-Tigerreservat | Satpura-Tigerreservat (Lage) | 2021 | N   | 6532 | Der 524 km² große Satpura-Nationalpark wurde 1981 eingerichtet und im Jahr 2000 zusammen mit dem umliegenden Gebiet zu einem 2133 km² großen Tigerreservat erklärt. |
| Tempel von Kanchipuram | Tempel von Kanchipuram | 2021 | K   | 6528 | 11 Tempel sind Teil des Vorschlags |
| | Geoglyphen der Konkan Region in Indien                                                                                          | 2022 | K   | 6605 | 9 Geoglyphen sind Teil der Vorschlags |
| Jingkieng jri: Lebende Brücken Kulturlandschaft                                                                                 | Jingkieng jri: Lebende Brücken Kulturlandschaft                                                                                 | 2022 | K   | 6606 | 72 Naturbrücken |
| Sri Veerabhadra Tempel und der monolithische Bulle (Nandi), Lepakshi (die Vijayanagara Skulpturen und Zeichen Kultur-Tradition) | Sri Veerabhadra Tempel und der monolithische Bulle (Nandi), Lepakshi (die Vijayanagara Skulpturen und Zeichen Kultur-Tradition) | 2022 | K   | 6607 | |
| Sonnentempel, Modhera und die dazugehörigen Monumente                                                                           | Sonnentempel, Modhera und die dazugehörigen Monumente                                                                           | 2022 | K   | 6627 | |
| In den Fels geschnittene Skulpturen und Reliefs von Unakoti                                                                     | In den Fels geschnittene Skulpturen und Reliefs von Unakoti                                                                     | 2022 | K   | 6628 | |
| Vadnagar – Eine vielschichtige historische Stadt, Gujarat                                                                       | Vadnagar – Eine vielschichtige historische Stadt, Gujarat                                                                       | 2022 | K   | 6629 | |
| Serielle Nominierung der Küstenfestungen entlang der Konkan Küste, Maharashtra                                                  | Serielle Nominierung der Küstenfestungen entlang der Konkan Küste, Maharashtra                                                  | 2024 | K   | 6703 | 9 Festungen |
| Gwalior Fort, Madhya Pradesh | Gwalior Fort, Madhya Pradesh | 2024 | K   | 6730 | |
| | Khooni Bhandara, Burhanpur | 2024 | K   | 6731 | Bewässerungsanlage |
| | Felsenkunst des Chambal Tals | 2024 | K   | 6732 | |
| Der Bhojeshwar Mahadev Tempel, Bhojpur                                                                                          | Der Bhojeshwar Mahadev Tempel, Bhojpur                                                                                          | 2024 | K   | 6733 | |
| | Die Gond Monumente von Ramnagar                                                                                                 | 2024 | K   | 6735 | |
| | Das historische Ensemble von Dhamnar                                                                                            | 2024 | K   | 6736 | |
| Kanger-Ghati-Nationalpark | Kanger-Ghati-Nationalpark | 2025 | N   | 6801 | |
| | Megalithische Menhire von Mudumal                                                                                               | 2025 | K   | 6802 | |
| Serielle Nominierung von Ashoka-Edikte Stätten entlang der Maurya Route                                                         | Serielle Nominierung von Ashoka-Edikte Stätten entlang der Maurya Route                                                         | 2025 | K   | 6803 | 35 verschiedene Stätten: 26 Stein-Edikte, 7 Säulen und 2 Höhlen |
| Serielle Nominierung der Chausath-Yogini-Tempel                                                                                 | Serielle Nominierung der Chausath-Yogini-Tempel                                                                                 | 2025 | K   | 6804 | Nominierung beinhaltet 13 Chausath-Yogini-Tempel |
| Serielle Nominierung der Gupta-Tempel in Nordindien                                                                             | Serielle Nominierung der Gupta-Tempel in Nordindien                                                                             | 2025 | K   | 6805 | Nominierung beinhaltet 20 Gupta-Tempel |
| Die Palastfestungen der Bundela                                                                                                 | Die Palastfestungen der Bundela                                                                                                 | 2025 | K   | 6806 | Nominierung beinhaltet 6 Festungen |
| Salkhan Fossil Park, Sonbhadra                                                                                                  | Salkhan Fossil Park, Sonbhadra                                                                                                  | 2025 | N   | 6842 | |

### Ehemalige Welterbekandidaten
Diese Stätten standen früher auf der Tentativliste, wurden jedoch wieder zurückgezogen oder von der UNESCO abgelehnt.
Stätten, die in anderen Einträgen auf der Tentativliste enthalten oder Bestandteile von Welterbestätten sind, werden hier nicht berücksichtigt.
| Bild                                                             | Bezeichnung                                                      | Jahr      | Typ | Ref. | Beschreibung |
| ---------------------------------------------------------------- | ---------------------------------------------------------------- | --------- | --- | ---- | --- |
| (weitere Bilder)                                                 | Itimad-ud-Daula-Mausoleum (Lage)                                 | 1981–1998 | K   |      | Das Mausoleum in Agra wurde zwischen 1622 und 1628 von Nur Jahan, der Hauptfrau des Mogulherrschers Jahangir, für ihren Vater errichtet. |
| Kalibangan                                                       | Kalibangan (Lage)                                                | 1981–1998 | K   |      | |
| Karla-Höhlen                                                     | Karla-Höhlen                                                     | 1981–1998 | K   |      | |
| Sonnentempel von Martand                                         | Sonnentempel von Martand (Lage)                                  | 1981–1998 | K   |      | |
| Akbar-Mausoleum in Sikandra                                      | Akbar-Mausoleum in Sikandra                                      | 1985–1994 | K   |      | Ist momentan auch in der Nominierung Stätten entlang der Grand Trunk Road enthalten |
| Kanha-Nationalpark                                               | Kanha-Nationalpark                                               | 1986–1994 | N   |      | |
| Ranthambhore-Nationalpark                                        | Ranthambhore-Nationalpark                                        | 1986–1994 | N   |      | |
| (weitere Bilder)                                                 | Hazarduari-Palast (Lage)                                         | 1987–1988 | K   |      | Palast in Murshidabad |
|                                                                  | Monumentengruppe in Malda                                        | 1987–1988 | K   |      | |
| (weitere Bilder)                                                 | Gir-Nationalpark                                                 | 1992–1992 | N   | 615  | |
| Festung Gwalior                                                  | Festung Gwalior                                                  | 1994–1998 | K   |      | Hügelfestung in der Nähe der Stadt Gwalior, enthält u. a. den Palast Man Mandir und den Hindutempel Teli ka Mandir |
| Mount Abu                                                        | Mount Abu                                                        | 1994–1998 | K   |      | |
| Höhlen von Udayagiri und Khandagiri                              | Höhlen von Udayagiri und Khandagiri                              | 1994–1998 | K   |      | |
| (weitere Bilder)                                                 | Hemis Gompa (Lage)                                               | 1998–2015 | K   | 1097 | Kloster des tibetanischen Buddhismus in dem Dorf Hemis im Unionsterritorium Ladakh |
| Das urbane und architektonische Werk Le Corbusiers in Chandigarh | Das urbane und architektonische Werk Le Corbusiers in Chandigarh | 2006–2016 | K   | 5082 | Von dem urbanen und architektonischen Werk des französischen Architekten Le Corbusier in Chandigarh wurde nur der Capitol Complex in das Welterbe aufgenommen (Ref. ) Ursprünglich war jedoch die gesamte Stadt nominiert, darunter The Monuments, The Lake Precinct, The Leisure Valley and Cultural Centre und The City Centre. |
| Churchgate                                                       | Churchgate                                                       | 2009–2015 | K   | 5402 | geplante Erweiterung zu der Welterbestätte „Chhatrapati Shivaji Terminus in Mumbai“ |
|                                                                  | Maharaja Railways in Indien                                      | 2009–2014 | K   | 5403 | |
| Oak Groove School                                                | Oak Groove School                                                | 2009–2014 | K   | 5404 | |
| Schutzgebiet Bhitarkanika                                        | Schutzgebiet Bhitarkanika                                        | 2009–2017 | N   | 5446 | Mangrovenfeuchtgebiet in Odisha. Die Eintragung wurde 2017 von der UNESCO abgelehnt. |
| Heilige Berglandschaft und historische Routen                    | Heilige Berglandschaft und historische Routen                    | 2019      | K/N | 6405 | In Indien ist eine Fläche von 6836 km² nominiert im Distrikt Pithoragarh im Nordosten des Uttarakhand Bundesstaates. |
| Padmadurg Fort                                                   | Stätten der Maratha-Militärarchitektur                           | 2021–2025 | K   | 6533 | Es wurden lediglich 12 Forts Teil des Welterbes (#1739). Der Vorschlag enthielt ursprünglich 14 Forts u. a. Kasa Fort, auch bekannt als Padmadurg Fort.. |